# Giovanni Monaco
Giovanni Monaco, noto anche con lo pseudonimo di Nino (Valloriate, 15 dicembre 1915 – Aosta, 26 aprile 2007), è stato un partigiano italiano facente parte della banda Italia Libera dall'ottobre del 1943 fino alla liberazione della città di Cuneo (27 - 29 aprile).

## Biografia

### I primi anni
Giovanni Monaco nasce nel 1915 da una famiglia di contadini, in un contesto di grande povertà aggravato dalla morte del padre nel 1922, in una piccola frazione del comune di Valloriate in Provincia di Cuneo, nella Valle Stura di Demonte: Borgata Donia.
Dopo le scuole elementari, durante le quali si distinse per la vivace intelligenza, entrò nella scuola di locate di triulzi. Abbandonata la prospettiva scolastica, si diplomò come privatista al Liceo Classico Manzoni, proseguendo gli studi in Lettere Classiche presso l'Università di Torino e poi di Genova dove si laureò nel 1940 con una tesi su Euripide. Assolvendo gli obblighi di leva conseguì il grado di sergente. 
Nel 1942 superò il concorso a cattedre per la scuola Media Inferiore e insegnò come supplente all’Istituto Magistrale di Mondovì. La scelta antifascista è così  documentata dai primi anni di lavoro, come ricorda Lidia Beccaria Rolfi: “Il professore di latino, Monaco, viene a scuola in borghese, non indossa la divisa il sabato e non parla di fascismo”.

### La scelta della Resistenza
Prese la via dei monti e raggiunse la Banda Italia Libera a metà ottobre del 1943, a Paraloup, a due ore di cammino dalla borgata in cui era nato e risiedeva. La formazione partigiana aveva appena un mese di vita, essendosi da poco trasferita da Madonna del Colletto.
Qui, assumendo il nome di "Nino",  riuscì a integrarsi velocemente anche grazie alla competenza militare acquisita e al suo spirito di fratellanza. Gli vennero affidati incarichi di responsabilità, fino al comando del presidio della Villetta del Viridio (marzo 1944).
Il distaccamento della Villetta, composto da venti uomini, attuò una strenua difesa, durata due giorni, dalla cima del monte, che consentì lo sganciamento del resto della banda in valle Grana.
Tra la primavera e l'estate del '44 la IV banda si spostò alle Grange di Palanfrè fino al mese di luglio, quando raggiunse con una ventina di uomini la Valle Roia e vi fondò la Brigata Valle Roia intitolata a Sandro Delmastro.
La brigata era addetta a funzioni strategicamente rilevanti di collegamento tra gli alleati oltre confine che preparavano lo sbarco in Provenza, le brigate di Partigiani Italiani in Francia che lavorano per coordinare le azioni con i maquis francesi, e i partigiani nelle vallate cuneesi. Ebbe inoltre l'incarico di compiere azioni di sabotaggio alle linee ferroviarie ed elettriche, per rallentare l’organizzazione della difesa nazista che aveva, lungo la Valle Roia occupata, un'agevole via di accesso alla Francia.
Le condizioni dell’inverno in alta quota si fecero proibitive e, dal momento che l’accesso ai paesi a valle era impedito dai continui rastrellamenti, gli uomini della brigata poterono contare per alcuni mesi sulla grande solidarietà della popolazione civile locale, sugli abitanti di Mesce e Casterino in particolar modo. 
Giunse l’ordine di tornare in pianura: l’attacco finale non era imminente ma rimandato alla primavera. Buona parte della brigata si trasferì nelle Langhe vicino a Dogliani, con una lunga marcia nella neve alta (gennaio-febbraio 1945).

### La Liberazione
Nelle Langhe la brigata si sciolse venendo a far parte della X Divisione, mentre Nino, a inizio marzo, si spostò in valle Grana dove entrò nel Comando della I Divisione GL. Partecipò così alla battaglia per la liberazione della città di Cuneo che avvenne il 28 aprile 1945.

### La vita libera
Dopo la Liberazione, Giovanni Monaco trascorse l'estate a Cuneo e tornò al suo lavoro di insegnante: infatti nell’anno scolastico 1945-46 occupò la cattedra alla scuola media di Aosta dove fu promotore di percorsi didattici incentrati sulla partecipazione attiva degli studenti alle attività didattiche.
Nel 1946 sposò Fiorenza Pollio Salimbeni, figlia di Alessandro, dirigente del partito d’Azione, ucciso ad Aosta nell'aprile 1945: dal matrimonio nacquero due figli, Lucio e Rossella (1946 e 1954). 
Nel periodo successivo, oltre al lavoro, alla famiglia e alla passione per l’alpinismo, che lo accompagnerà per tutta la vita, si dedicò alla rielaborazione dell'esperienza partigiana.
Negli anni '90 tornò a scrivere brevi prose nella parlata di Valloriate, firmate Janòt d'la Donia.
Morì il 26 ottobre 2007 ad Aosta.

## Opere
La narrazione autobiografica L'alba era lontana, edita da Mursia nel 1973, è riedizione di Pietà l'è morta, pubblicata nella collana Il Gallo, Edizioni Avanti!, nel 1955. L'idea di narrare le vicende vissute durante la Resistenza prende il via dal racconto "Un combattimento in alta montagna", resoconto della battaglia del Viridìo, composto e pubblicato in un numero dei "Nuovi quaderni di Giustizia e Libertà" insieme ad altri scritti di Dante Livio Bianco e Giorgio Bocca.
Pietà l'è morta prende il nome da un famoso canto della Resistenza italiana e narra la storia di "Nino" Monaco, un giovane che, nei giorni dell'armistizio, giorni di confusione e paura, prende una decisione che segnerà il suo futuro: salire a Paraloup, aderire alla Banda Italia Libera e diventare partigiano.
Scritta in prima persona, è una testimonianza della situazione dell'Italia settentrionale dopo l'armistizio dell'8 settembre 1943, della vita nelle bande partigiane, delle loro numerose dislocazioni sull'arco alpino delle Marittime, degli spostamenti e degli scontri coi nemici. Inoltre vi si raccontano le dure condizioni che i partigiani erano obbligati a sopportare, il freddo, la paura, il pericolo e la fatica ma anche la condivisione di esperienze felici e tristi, i sentimenti di unità e fratellanza, in nome di una stessa scelta e di uno stesso obbiettivo.
A differenza della prima edizione del 1955, “Pietà l’è morta”, in "L'alba era lontana" l’autore modifica il titolo e il linguaggio, rendendolo più attuale in alcune scelte lessicali e nel titolo: "il nuovo titolo... mi sembra più adatto ai tempi". 
In appendice alla seconda edizione sono inseriti documenti originali, lettere e resoconti.